# Lissette Solórzano
 (juin 2017).
 (juin 2017).
Si vous disposez d'ouvrages ou d'articles de référence ou si vous connaissez des sites web de qualité traitant du thème abordé ici, merci de compléter l'article en donnant les références utiles à sa vérifiabilité et en les liant à la section « Notes et références ».
Pour les articles homonymes, voir Solórzano (homonymie).
Lissette Solórzano, née à Santiago de Cuba, en 1969 est une photographe cubaine.

## Biographie
Diplômée de la San Alejandro School of Fine Art en 1986, Lisette Solórzano poursuit ses études à l’École de Photographie de La Havane en 1991 avant d’intégrer l’École de Design deux ans plus tard, en 1993.
En 1992, elle organise sa première exposition personnelle à la Photothèque de Cuba - Fantasmas efimeros y otras imagenes (Fantômes éphémères et autres images) – grâce à laquelle elle remporte le « Photographic Essay Prize » de la Casa de las Américas. Sa série Homeless (SDF), pour laquelle elle passe deux mois à New York, se voit également récompensée en 1998.
Ses photographies sont exposées à Cuba, au Mexique, au Venezuela, en Espagne, et aux États-Unis. Elle participe régulièrement à la Biennale de La Havane, ainsi qu’à de nombreuses expositions collectives.
Elle travaille également comme designer graphique, et est membre de l’UNEAC (Cuban Writers and Artists Union).

## Récompenses
- 2002 - UNEAC prize, V Bienal of Photography, San Antonio de los Baños.
- 1999 - II Salón Combinatorio Arte-Cuerpo, Galerie de Arte Her-Car, Arroyo Naranjo.
- 1998 - Photographic Essay Prize, Casa de las Américas Prize.
- 1996 - Photographic Essay Prize, Casa de las Américas Prize.
- 1995 - Tina Modotti Prize, Cuban press.
- 1994 - Photographic Essay Prize, Casa de las Américas Prize.

## Collections
- Casa de las Américas, La Havane, Cuba.
- Fototeca de Cuba, Cuba.
- Université Harvard, Boston, États-Unis.
- Latin American Studies Centre, New York, États-Unis.
- The Gallery, Milan, Italie.
- Collection-Palmquist Women photography.
- Benham Gallery, Seattle, Washington, États-Unis.

## Expositions individuelles
- 2005 - The City of Columns, université d´Archetecture La Villette, Paris.
- 2004 - Mes de la Fotografía en Gwanza, Harare, Zimbabwe.
- 2004 - The City of Columns (1st Part), Photographs, Fototeca de Cuba.
- 2003 - Ferro-Carril, Benham Gallery, Seattle, Washington, États-Unis.
- 2003 - Ferro-Carril, National Gallery of Zimbabwe, Zimbabwe.
- 2002 - Ferro-carril, Fototeca de Cuba, La Havane, Cuba.
- 2002 - Latin Atmospheres, The Gallery, Milan, Italie.
- 2002 - Margins, Kultstein Gallery, Autriche.
- 2001 - Four visions of Cuba, Blue Circle Gallery, Chicago, États-Unis
- 2000 - Patina del Tiempo, Spanish Cultural Centre, Havana, Cuba.
- 2000 - Qué somos? Provincial Centre for the Plastic Arts and Design, Luz y Oficios, La Habana Vieja, Cuba.
- 1999 - Un solo de camara, Her-Car Gallery, Arroyo Naranjo, Havana, Cuba.
- 1998 - Homeless, Casa de la Cultura Plaza, La Havane, Cuba.
- 1997 - Contemporary Cuban Photography, Museum of the Americas, Denver, États-Unis.
- 1997 - Lissette Solórzano´s photos, université de l'Ohio, États-Unis.
- 1997 - Contemporary Cuban Photography, Casa de las Américas of New York, États-Unis
- 1994 - Photographic work of Lissette Solórzano, Espacio Abierto Gallery, La Havane, Cuba.
- 1994 - Two photographic essays, Arawak Centre, Curazao, Antilles Holandesas.
- 1994 - Photos of the Cuban Lissette Solórzano, Galería Viva, New York, États-Unis.
- 1994 - The image of theatre (The Theatrical Image), Fine Arts Museum, Maracaibo, Venezuela.
- 1992 - Fantasmas efímeros y otras imágenes (Ephemeral Ghosts and other images), Fototeca of Cuba, La Havane, Cuba.